# Maria av Tjernigov
Maria av Tjernigov, född 1212, död 1271, var furstinna av Rostov som gift med furst Vasilko Konstantinovitj av Rostov, och regent av Rostov som förmyndare för sin son Boris Vasilkovitj av Rostov.
Hon var dotter till furst Sankt Mikael av Tjernigov. År 1238 stupade hennes make mot Batu Khan i Slaget vid Sit under den mongoliska invasionen av Ryssland, och hon blev furstendömet Rostovs regent under sin sons minderårighet. Hon beskrivs som en bildad och duglig regent och är särskilt känd för sin krönika, som betraktas som en värdefull källa om det samtida Rostovs historia.